# Inchyra House
Inchyra House ist ein Herrenhaus nahe der schottischen Ortschaft St Madoes in der Council Area Perth and Kinross. 1971 wurde das Bauwerk in die schottischen Denkmallisten in der höchsten Denkmalkategorie A aufgenommen. Die zugehörige Lodge ist als Kategorie-B-Bauwerk klassifiziert, wohingegen die Gärten als Kategorie-C-Bauwerk gelistet sind. Das Gesamtanwesen ist im schottischen Register für Landschaftsgärten verzeichnet. In einer von sieben Kategorien wurde das höchste Prädikat „herausragend“ verliehen.

## Geschichte
Zunächst in kirchlichem Besitz, wurde die Länderei Inchyra im Laufe des 13. Jahrhunderts Teil des Earldoms Fife. Mit der Auflösung des Earldoms fiel Inchyra 1424 an den Clan Hay. Der Earl of Erroll veräußerte das Anwesen 1644 an Thomas Blair von Balthayock Castle. Durch Vererbung wurde das Anwesen in mehrere Teile aufgespalten, die sukzessive David Anderson zufielen. Sein Sohn John erwarb 1785 schließlich die fehlenden Landstücke mit Ausnahme von Priorlands, das Lord Gray gehörte.
John Anderson ließ in den 1800er Jahren Inchyra House errichten. Nach seinem Tod 1814 erbte sein Sohn David Inchyra House und veräußerte das Anwesen 1837 an den Landwirt Robert Cristall. James Watson erwarb Inchyra, exklusive des Gutshofs, im Jahre 1873. Nachdem Harold de Pass das Anwesen 1941 gekauft hatte, ging es 1955 in den Besitz Frederick Millars, dem späteren Baron Inchyra, über, dessen Nachfahren es bis heute halten.

## Beschreibung
Inchyra House steht rund 300 Meter nordwestlich von St Madoes und ist von der Ortschaft durch die A90 getrennt. Das zweistöckige Herrenhaus ist klassizistisch ausgestaltet. Seine südexponierte Hauptfassade ist fünf Achsen weit. Mittig befindet sich das Hauptportal mit abschließendem Kämpferfenster. Darüber ist ein Drillingsfenster eingelassen. Gepaarte dorische Säulen umrahmen den Mittelrisalit. Auf dem Kranzgesims läuft eine Steinbalustrade um. An der Rückseite schließen sich Wirtschaftsgebäude an.
Der Innenraum ist meist schlicht ausgestaltet. Teils 1956 durch Gervase Beckett überarbeitete oder ergänzte Gesimse bekrönen verschiedene Türen.